# Rose Namajunas
Rose Gertrude Namajunas (* 29. Juni 1992 in Milwaukee, Wisconsin) ist eine US-amerikanische MMA-Kampfsportlerin und ehemalige UFC-Weltmeisterin im Strohgewicht. Namajunas tritt aktuell in der Ultimate Fighting Championship an.

## Leben
Namajunas wurde am 29. Juni 1992 in Milwaukee geboren, beide Elternteile sind litauischer Herkunft. Sie wuchs weitgehend ohne ihren leiblichen Vater auf, der an Schizophrenie litt und starb, als sie 16 war.
Mit fünf Jahren begann sie mit dem Training von Taekwondo. Kurz nachdem sie ihren Junior-Schwarzgurt erhalten hatte, versuchte sie sich zusätzlich in Karate und Jiu-Jitsu. Unter dem amerikanischen Kickboxer Duke Roufus begann sie schließlich mit MMA und Kickboxen.
Sie war Ringerin an der Milwaukee High School of the Arts.

## MMA-Karriere

### Frühe Jahre
im Jahr 2010 begann sie an MMA-Amateur-Wettkämpfen teilzunehmen. Ihr erster Kampf war gegen Melissa Pacheco bei der North American Fighting Championship. Sie gewann den Kampf via technischem knockout.
Ihr letzter Amateur-Kampf fand im Juni 2012 statt. Sie besiegte die Amerikanerin Jen Aniano und schloss ihre Amateur-Karriere unbesiegt ab mit einer Bilanz von vier Siegen und null Niederlagen. Zwei dieser Siege erfolgten durch technischen Knockout und 2 durch Punktrichter-Entscheidungen.

### Invicta Fighting Championship
Ihren ersten Profi-Kampf gab sie am 5. Januar 2013 gegen die damals ebenfalls debütierende Emily Kagan. Namajunas gewann den Kampf in der dritten Runde via Würgegriff (rear-naked choke). Dieser Sieg brachte ihr den Submission of the Night-Bonus ein. Am 5. April 2013 besiegte sie Kathina Catron via fliegendem Armhebel (flying armbar) in der ersten Runde. Auch hierfür gewann sie einen Submission of the Night-Bonus.
Im Juli 2013 trat sie gegen die Amerikanerin Tecia Torres an bei Invicta FC 6: Coenen vs. Cyborg. Sie verlor den Kampf via einstimmiger Punktrichter-Entscheidung.

### The Ultimate Fighter Staffel 20
Im Jahr 2013 führte die Ultimate Fighting Championship die Gewichtsklasse Strohgewicht ein. In der zwanzigsten Staffel der Reality-TV-Serie The Ultimate Fighter sollte die erste Weltmeisterin ermittelt werden. Zusammen mit zehn weiteren Athleten trat sie für den noch unbesetzten Titel an. Ihre erste Gegnerin war die Australierin Alex Chambers. Sie gewann den Wettkampf via Würgegriff. Im Viertelfinale trat sie gegen die schottische MMA-Kämpferin und Muay Thai Champion Joanne Calderwood an. Sie gewann den Kampf via Aufgabengriff (Kimura) in der zweiten Runde. Im Halbfinale besiegte sie Randa Markos in der ersten Runde ebenfalls via Kimura-Griff.

#### Finale
Nach Siegen über Alex Chambers, Joanne Calderwood sowie Randa Markos, platzierte sie sich im Ultimate Fighter Finale gegen Carla Esparza. Der Wettkampf fand am 12. Dezember 2014 im Palms Casino Resort Las Vegas statt.
Namajunas war der erfahrenen Esparza deutlich unterlegen. Unfähig, das Ringen Esparzas zu neutralisieren, verlor sie den Kampf via Würgegriff in Runde 3.

### Ultimate Fighting Championship

#### Nina Ansaroff
Am 23. Mai 2015 war ein Wettkampf zwischen Namajunas und Nina Ansaroff für UFC 187 geplant. Ansaroff schaffte es nicht, die nötige Gewichtsgrenze von 52 Kilo zu erreichen, weshalb ihr 20 Prozent der Bezahlung vorenthalten wurden. Der Kampf wurde später aus Gesundheitsgründen Ansaroffs vollständig abgesagt.
Stattdessen traf sie im Oktober desselben Jahres auf Angela Hill im Rahmen von UFC 192 in Texas Houston. Nach einigem Schlagabtauschen im Stehen wurde Hill zu Boden gebracht. Beim Versuch, eine Standposition zu erhalten, konnte Namajunas einen Würgegriff anwenden und den Kampf für sich entscheiden. Der Kampf dauerte 2:47 Minuten.

#### Paige VanZant
Am 10. Dezember 2015 sprang Namajunas kurzfristig in der Hauptveranstaltung der UFC Fight Night 80 als Gegnerin von Paige Vanzant ein. Die ursprünglich vorgesehene Joanne Calderwood war verletzungsbedingt ausgefallen. Vanzant kam von einer vierfachen Siegesreihe, musste sich jedoch deutlich gegen Namajunas geschlagen geben.
Namajunas landete zahllose signifikante Treffer und take-downs, bevor sie schließlich VanZant in der fünften Runde per Würgegriff zur Aufgabe zwang. Dies war ihr dritter Sieg via rear naked choke.

#### Tecia Torres
Am 16. April 2016 traf Namajunas im Rahmen von UFC on Fox 19 auf die bisher unbesiegte Tecia Torres, welche bereits Jahre zuvor einen Sieg gegen sie erkämpfen konnte.
Namajunas gewann den Kampf via einstimmiger Punkte-Entscheidung.

#### Karolina Kowalkiewicz
Am 30. Juli 2016 trafen Namajunas und Karolina Kowalkiewicz beim UFC 201 Event aufeinander. Der Kampf ging bis in die dritte Runde und Kowalkiewicz konnte sich eine nicht-einstimmige Punktrichterentscheidung holen (split decision).
Beide Kontrahentinnen bekamen den Fight of the Night Bonus ausgestellt.

#### Michelle Waterson
Am 15. April 2017 traf Namajunas auf die „Invicta FC Atomweight Championship“-Meisterin Michelle Waterson im Rahmen von UFC on Fox: Johnson vs. Reis.
Namajunas kontrollierte weite Teile des Tempos und richtete schweren Boden-Schaden an.
Waterson war in der Lage, Knie-Tritte anzuwenden und Namajunas Bewegungsfähigkeit sichtbar zu beeinträchtigen, bis diese einen Headkick platzierte und Waterson auf die Matte schickte, wo sie wenig später erneut einen Würgegriff anwenden konnte und den Kampf für sich entschied.
Dies war Namajunas fünfter Sieg via submission.

#### Gewinn des Weltmeistertitels
Nach ihrem Sieg gegen Michelle Waterson wurde Namajunas der Titelkampf zugesprochen gegen den unbesiegten Champion Joanna Jędrzejczyk. Der Wettkampf fand statt im Madison Square Garden, New York im Rahmen von UFC 217: Bisping vs. St-Pierre.
Jędrzejczyk verteidigte ihren Titel bereits zum fünften Mal in Folge und ging als deutliche Favoritin in den Kampf.
Nach rund zweieinhalb Minuten erzielte Namajunas einen Knockdown, als sie sich mit einer Jab-Cross Kombination nach innen bewegte. Jędrzejczyk konnte sich aufrichten, wurde jedoch eine Minute später erneut zu Boden gebracht, wo Namajunas den Kampf via knockout beenden konnte.
Ein Rückkampf gegen Joanna Jędrzejczyk war für den 7. April 2018 vorgesehen unter UFC 223. Der Kampf ging über die vollen fünf Runden und Namajunas kam zu einem einstimmigen Punktrichter-Sieg.

#### Titel-Verlust gegen Jéssica Andrade
Eine weitere Titelverteidigung fand am 11. Mai 2019 in Rio de Janeiro, Brasilien statt. Titel-Challenger war die Brasilianerin Jéssica Andrade.
Namajunas verlor den Kampf via Knockout in der zweiten Runde. Andrade hieb Namajunas an und gewann den Kampf via Wurf-Knockout.

## Persönliches
Namajunas ist verlobt mit dem ehemaligen MMA-Kämpfer und Kickboxer Pat Barry.
Sie setzt sich für das Verständnis psychischer Erkrankungen ein.

## MMA-Kampfstatistik

### Professionell
| Ergebnis   | Bilanz fix | Gegner                | Methode                                     | Veranstaltung                                           | Datum             | Runde | Zeit | Ort                          | Notiz                                  |
| ---------- | ---------- | --------------------- | ------------------------------------------- | ------------------------------------------------------- | ----------------- | ----- | ---- | ---------------------------- | -------------------------------------- |
| Sieg       | 1-0        | Emily Kagan           | Aufgabe (rear naked choke)                  | Invicta FC 4: Esparza vs. Hyatt                         | 5. Jan. 2013      | 3     | 3:44 | Kansas City, Kansas, USA     | Submission of the Night                |
| Sieg       | 2-0        | Kathina Catron        | Aufgabe (flying armbar)                     | Invicta FC 5: Penne vs. Waterson                        | 5. Apr. 2013      | 1     | 12   | Kansas City, Missoury, USA   | Submission of the Night                |
| Niederlage | 2-1        | Tecia Torres          | Einstimmige Punktentscheidung               | Invicta FC 6: Coenen vs. Cyborg                         | 13. Juni 2013     | 3     | 5:00 | Kansas City, Missoury, USA   |                                        |
| Niederlage | 2-2        | Carla Esparza         | Einstimmige Punktentscheidung               | The Ultimate Fighter: A Champion Will Be Crowned Finale | 12. Dez. 2014     | 3     | 1:26 | Las Vegas, Nevada, USA       | Für den unbesetzten Strohgewicht-Titel |
| Sieg       | 3-2        | Angela Hill           | Aufgabe (rear naked choke)                  | UFC 192: Cormier vs. Gustafsson                         | 3. Aug. 2015      | 1     | 42   | Houston, Texas, USA          |                                        |
| Sieg       | 4-2        | Paige VanZant         | Aufgabe (rear naked choke)                  | UFC Fight Night: Namajunas vs. VanZant                  | 10. Dez. 2015     | 5     | 2:25 | Las Vegas, Nevada, USA       |                                        |
| Sieg       | 5-2        | Tecia Torres          | Einstimmige Punktentscheidung               | UFC on Fox: Teixeira vs. Evans                          | 16. Apr. 2016     | 5     | 5:00 | Tampa, Florida, USA          |                                        |
| Niederlage | 5-3        | Karolina Kowalkiewicz | Geteilte Punktentscheidung (split decision) | UFC 201: Lawler vs. Woodley                             | 13. Juni 2016     | 5     | 5:00 | Atlanta, Georgia, USA        | Fight of the night                     |
| Sieg       | 6-3        | Michelle Waterson     | Aufgabe (rear naked choke)                  | UFC on Fox: Johnson vs. Reis                            | 15. Apr. 2017     | 2     | 2:47 | Kansas City, Missouri, USA   |                                        |
| Sieg       | 7-3        | Joanna Jędrzejczyk    | Tko (Schläge)                               | UFC 217: Bisping vs. St-Pierre                          | 14. Nov. 2017     | 1     | 3:03 | New York City, New York, USA | Strohgewicht Weltmeisterschaft         |
| Sieg       | 8-3        | Joanna Jędrzejczyk    | Einstimmige Punktentscheidung               | UFC 223: Khabib vs. Iaquinta                            | 7. Apr. 2018      | 5     | 5:00 | Brooklyn, New York, USA      | Verteidigung des Strohgewicht-Titels   |
| Niederlage | 8-4        | Jéssica Andrade       | KO (Wurf)                                   | UFC 237: Namajunas vs. Andrade                          | 11. Mai 2019      | 2     | 2:58 | Rio de Janeiro, BRA          | Verlust des Strohgewicht-Titels        |
| Sieg       | 9-4        | Jéssica Andrade       | Geteilte Punktentscheidung (split decision) | UFC 251: Usman vs. Masvidal                             | 11. Juli 2020     | 3     | 5:00 | Yas-Insel, Abu Dhabi         |                                        |
| Sieg       | 10-4       | Zhang Weili           | KO (Kopftritt)                              | UFC 261: Usman vs. Masvidal 2                           | 25. April 2021    | 1     | 1:18 | Jacksonville, Florida, USA   | Strohgewicht Weltmeisterschaft         |
| Sieg       | 11-4       | Zhang Weili           | Geteilte Punktentscheidung (split decision) | UFC 268: Usman vs. Covington 2                          | 6. November 2021  | 5     | 5:00 | New York City, New York, USA | Verteidigung des Strohgewicht-Titels   |
| Niederlage | 11-5       | Carla Esparza         | Geteilte Punktentscheidung (split decision) | UFC 274: Oliveira. vs Gaethje                           | 7. Mai 2022       | 5     | 5:00 | Phoenix, Arizona, USA        | Verlust des Strohgewicht-Titels        |
| Niederlage | 11-6       | Manon Fiorot          | Einstimmige Punktentscheidung               | UFC Fight Night: Gane vs. Spivak                        | 2. September 2023 | 3     | 5:00 | Paris, Frankreich            | Fliegengewicht-Debüt                   |

### Amateur
| Ergebnis | Bilanz fix | Gegner           | Methode                       | Veranstaltung                                  | Datum         | Runde | Zeit | Ort                             | Notiz |
| -------- | ---------- | ---------------- | ----------------------------- | ---------------------------------------------- | ------------- | ----- | ---- | ------------------------------- | ----- |
| Sieg     | 4-0        | Jen Aniano       | Tko (Kopftritt und Schläge)   | King of the Cage – Trump Card                  | 30. Juni 2012 | 1     | 3:33 | Lac du Flambeau, Wisconsin, USA |       |
| Sieg     | 3-0        | Moriel Charneski | Einstimmige Punktentscheidung | King of the Cage – March Mania                 | 17. Mai 2012  | 3     | 3:00 | Walker, Minnesota, USA          |       |
| Sieg     | 2-0        | Heather Bassett  | Einstimmige Punktentscheidung | King of the Cage – Winter Warriors             | 11. Dez. 2011 | 3     | 3:00 | Walker, Minnesota, USA          |       |
| Sieg     | 1-0        | Melissa Pacheco  | Tko (Schläge)                 | North American Fight Championship – Relentless | 7. Aug. 2011  | 1     | 1:52 | West Allis, Wisconsin, USA      |       |